# Меджаре
Меджаре (хорв. Međare) — населений пункт у Хорватії, у Шибеницько-Книнській жупанії у складі міста Скрадин.

## Населення
Населення за даними перепису 2011 року становило 6 осіб.
Динаміка чисельності населення поселення:

## Клімат
Середня річна температура становить 14,35 °C, середня максимальна – 29,31 °C, а середня мінімальна – -0,38 °C. Середня річна кількість опадів – 815 мм.
| Клімат поселення                              | Клімат поселення | Клімат поселення | Клімат поселення | Клімат поселення | Клімат поселення | Клімат поселення | Клімат поселення | Клімат поселення | Клімат поселення | Клімат поселення | Клімат поселення | Клімат поселення | Клімат поселення |
| Показник                                      | Січ.             | Лют.             | Бер.             | Квіт.            | Трав.            | Черв.            | Лип.             | Серп.            | Вер.             | Жовт.            | Лист.            | Груд.            |                  |
| Середній максимум, °C                         | 10,61            | 11,88            | 14,75            | 18,02            | 22,94            | 26,86            | 29,31            | 29,01            | 24,79            | 20,34            | 14,42            | 11,25            |                  |
| Середня температура, °C                       | 5,11             | 6,39             | 9,24             | 12,52            | 17,45            | 21,36            | 24,48            | 24,18            | 19,96            | 15,51            | 9,58             | 6,42             |                  |
| Середній мінімум, °C                          | −0,38            | 0,90             | 3,74             | 7,02             | 11,93            | 15,86            | 19,65            | 19,34            | 15,12            | 10,69            | 4,76             | 1,60             |                  |
| Норма опадів, мм                              | 70               | 62               | 68               | 72               | 59               | 56               | 32               | 47               | 82               | 88               | 97               | 82               |                  |
| Середньомісячна швидкість вітру, м/с          | 2.19             | 2.36             | 2.59             | 2.53             | 2.22             | 2.02             | 2.05             | 1.88             | 2.01             | 2.05             | 2.47             | 2.40             |                  |
| Середньомісячна сонячна радіація, кДж/м²·день | 5179             | 7947             | 11582            | 16330            | 20424            | 22796            | 24405            | 21342            | 15836            | 10139            | 5638             | 4414             |                  |
| --------------------------------------------- | ---------------- | ---------------- | ---------------- | ---------------- | ---------------- | ---------------- | ---------------- | ---------------- | ---------------- | ---------------- | ---------------- | ---------------- | ---------------- |
| Джерело:                                      |                  |                  |                  |                  |                  |                  |                  |                  |                  |                  |                  |                  |                  |